# Tres, Trento
Tres är en ort och frazione i kommunen Predaia i provinsen Trento i regionen Trentino-Sydtyrolen i Italien. 
Tres upphörde som kommun den 1 januari 2015 och bildade med den tidigare kommunen Coredo, Smarano, Taio och Vervò. den nya kommunen Predaia. Den tidigare kommunen hade 721 invånare (2014).